# Butot
Butot é uma comuna francesa na região administrativa da Normandia, no departamento de Sena Marítimo. Estende-se por uma área de 5,45 km². Em 2010 a comuna tinha 287 habitantes (densidade: 52,7 hab./km²).